# Sein Name ist Mad Dog
Sein Name ist Mad Dog (Mad Dog and Glory) ist eine US-amerikanische Tragikomödie von John McNaughton aus dem Jahr 1993.

## Handlung
Der Polizist Wayne Dobie fotografiert Tatorte und wird von seinen Kollegen spöttisch „Mad Dog“ (verrückter Hund) genannt, weil er im Dienst noch nie seine Waffe benutzte. Er träumt jedoch von einer Karriere als Kunstfotograf. Eines Tages rettet er Frank Milo, einen Chef des organisierten Verbrechens, als ein Räuber diesen töten will. Der dankbare Milo bietet Dobie Freundschaft an, warnt ihn jedoch vor Konsequenzen, sollte der Polizist ihn hintergehen oder nicht genügend respektieren. Er überlässt Dobie für eine Woche Glory, eine Frau, der die Erfüllung sämtlicher Wünsche des Polizisten nahegelegt wird. Sie erzählt Dobie, dass sie dadurch die Schulden ihres Bruders bei Milo abarbeitet und zieht bei ihm ein.
Nach zunächst erheblichen zwischenmenschlichen Schwierigkeiten verlieben sich die beiden und werden auch intim. Milo will nach einer Woche Glory von einem seiner Helfer abholen lassen und schickt diesen in Dobies Wohnung, wo der Mann auf Dobies Kollegen Mike trifft. Nach der ergebnislosen Prügelei fragt Milo spöttisch, ob Dobie immer andere für sich kämpfen lasse, stellt aber gleich darauf selbstkritisch fest, dass er das ja auch tut. Er fordert schließlich für die Frau eine Ablösesumme von 40.000 $ (anstatt 75.000, weil Dobie sein Leben gerettet hat).
Dobie sammelt Geld bei seinen Freunden, aber er bekommt nicht genug zusammen. Glory ist sehr gekränkt, als sie mitbekommt, dass sie gekauft werden soll und verlässt ihn.
Die nächste Konfrontation findet auf dem Bürgersteig statt. Dobie besteht erneut darauf, dass er Glory nicht hergeben wird. Seine Kollegen treffen ein, bevor Milo die Schläger zum Einsatz bringen kann. Der zu allem entschlossene Dobie zwingt Milo mit vorgehaltener Waffe zu einer Prügelei, bei der der körperlich unterlegene Polizist mehr einstecken muss als der Gangster. Schließlich kommt Glory dazu und beendet die Schlägerei. Sie ist bereit, mit Milo und mit seinen Leuten zu gehen, aber Milo verzichtet schließlich auf seine aus seiner Sicht legitimen Ansprüche. Mit der Freundschaft wird es allerdings nichts mehr werden.
Glory und der Polizist kehren in das nunmehr gemeinsame Heim zurück.

## Kritiken
Der Film stieß auf eine überwiegend positive Resonanz. So hält der Film bei der Webseite Rotten Tomatoes auf Basis ausgewerteter Filmkritiken 78 %.
Das Lexikon des internationalen Films etwa bezeichnete den Film als „unterhaltsam“ und lobte die schauspielerischen Leistungen, und der Filmkritiker Roger Ebert schrieb, dass Sein Name ist Mad Dog „einer von der Art von Filmen ist, die ich mehr als einmal sehen möchte.“
James Berardinelli kritisierte auf ReelViews, dass der Film es dem Publikum zu häufig schwer mache, sich emotional zu engagieren. Bill Murray versuche es, seine Stärken auszuspielen. Robert De Niro komme in einer für ihn ungewöhnlich zurückhaltenden Rolle zur Geltung, Uma Thurman könne besser spielen als es ihr der Charakter von Glory ermögliche. Insgesamt sei der Film enttäuschend.
Prisma kritisierte, „Regisseur John McNaughton […] drehte hier eine ungewöhnliche Liebesgeschichte mit vielen Längen. Auch die namhafte Darstellercrew wirkt hier - bis auf Murray als Bösewicht und David Caruso als harter Cop - eher gelangweilt.“
Cinema dagegen lobte, „Regisseur John McNaughton […] sprengt in seinem liebenswerten Großstadtmärchen die Klischees von Cops und Gangstern. Die Figuren sind wunderbar gegen den Strich besetzt: De Niro als graue Maus, Komiker Bill Murray als zynischer Gangster.“ Das Fazit lautete folgerichtig:  „Verschroben, bissig und mit großartigen Figuren“
Die Deutsche Film- und Medienbewertung FBW in Wiesbaden verlieh dem Film das Prädikat besonders wertvoll.

## Hintergrund
Der Film wurde in Chicago gedreht. Nach den Testvorführungen wurden einige Änderungen vorgenommen, vor allem in der Kampfszene am Filmende. Die Produktionskosten betrugen schätzungsweise 19 Millionen US-Dollar. Der Film spielte in den Kinos der USA ca. 11,1 Millionen US-Dollar ein.